# 拉耶加达

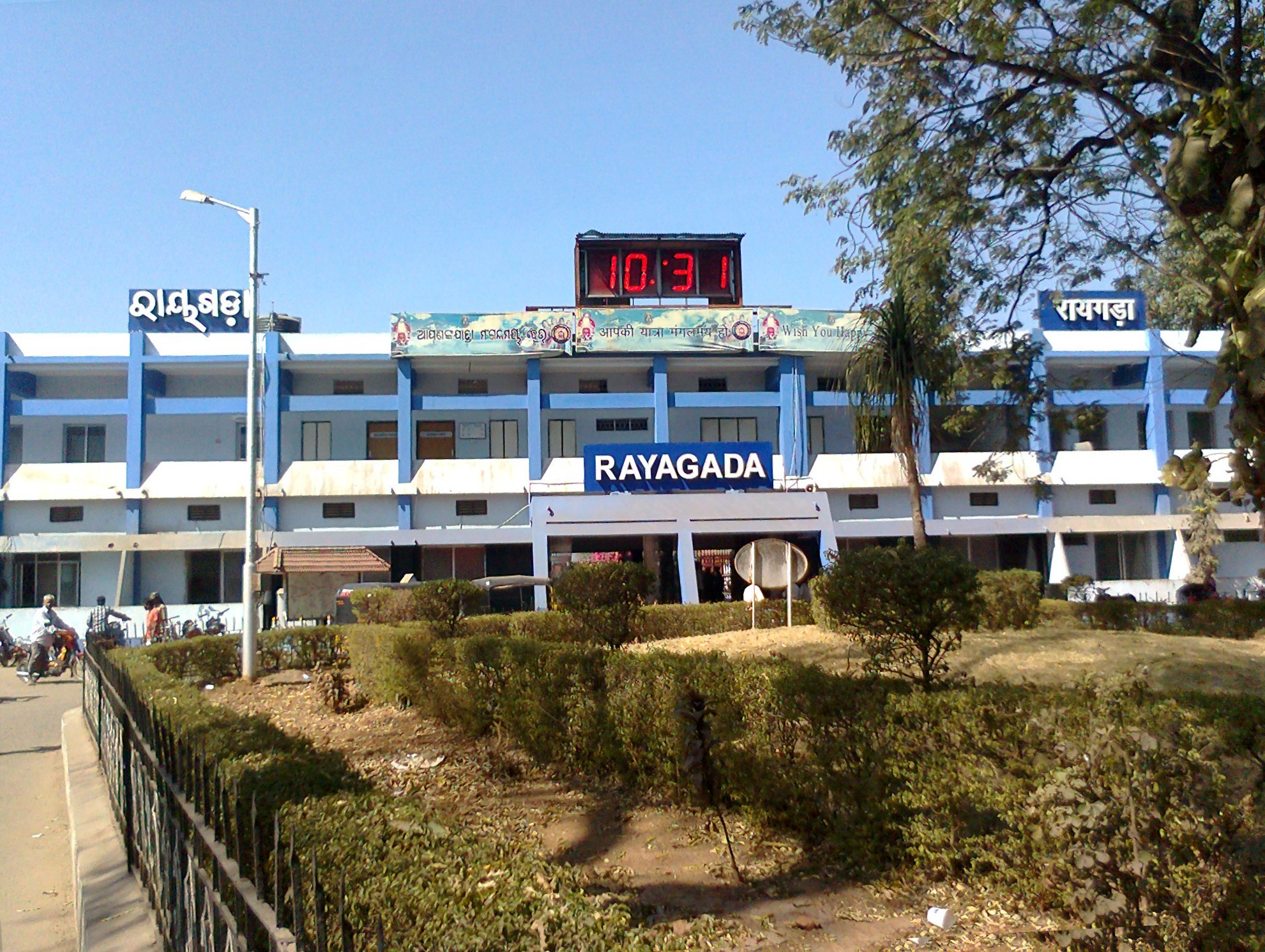
奥里萨邦拉耶加达火车站

拉耶加达（Rayagada），是印度奥里萨邦Rayagada县的一个城镇。总人口57732（2001年）。

## 人口
该地2001年总人口57732人，其中男性29514人，女性28218人；0—6岁人口7016人，其中男3581人，女3435人；识字率64.03%，其中男性为72.06%，女性为55.63%。